# Natriumdithionat
Natriumdithionat ist eine anorganische chemische Verbindung des Natriums aus der Gruppe der Dithionate.

## Gewinnung und Darstellung
Natriumdithionat kann durch Reaktion von Mangandithionat (dargestellt durch Reaktion von Mangandioxid mit Schwefeldioxid) mit Natriumcarbonat gewonnen werden.
{\displaystyle \mathrm {MnO_{2}+2\ SO_{2}\longrightarrow MnS_{2}O_{6}} }
{\displaystyle \mathrm {MnS_{2}O_{6}+Na_{2}CO_{3}\longrightarrow Na_{2}S_{2}O_{6}+MnCO_{3}} }
Alternativ kann es auch durch Reaktion einer heißen Bariumdithionatlösung mit Natriumcarbonat oder Natriumsulfat dargestellt werden.
{\displaystyle \mathrm {BaS_{2}O_{6}+Na_{2}CO_{3}\longrightarrow Na_{2}S_{2}O_{6}+BaCO_{3}} }
{\displaystyle \mathrm {BaS_{2}O_{6}+Na_{2}SO_{4}\longrightarrow Na_{2}S_{2}O_{6}+BaSO_{4}} }

## Eigenschaften
Natriumdithionat ist ein farbloser, sehr luftbeständiger Feststoff, der leicht löslich in Wasser und unlöslich in Alkohol ist. Er liegt in Form eines Dihydrates vor, bei dessen Erhitzen zwischen 60 und 110 °C das Kristallwasser abgegeben wird. Oberhalb 200 °C findet quantitative Zersetzung in Natriumsulfat und Schwefeldioxid statt. Das Dihydrat hat eine orthorhombische Kristallstruktur mit der Raumgruppe Pnma (Raumgruppen-Nr. 62).
Mit der Verbindung kann metallisches Gold aus einer Goldchlorid-Lösung ausgefällt werden.